# Forte della Consolata
Il forte della Consolata è una fortificazione sabauda oggi in rovina; si trova a Demonte, in provincia di Cuneo.

## Storia

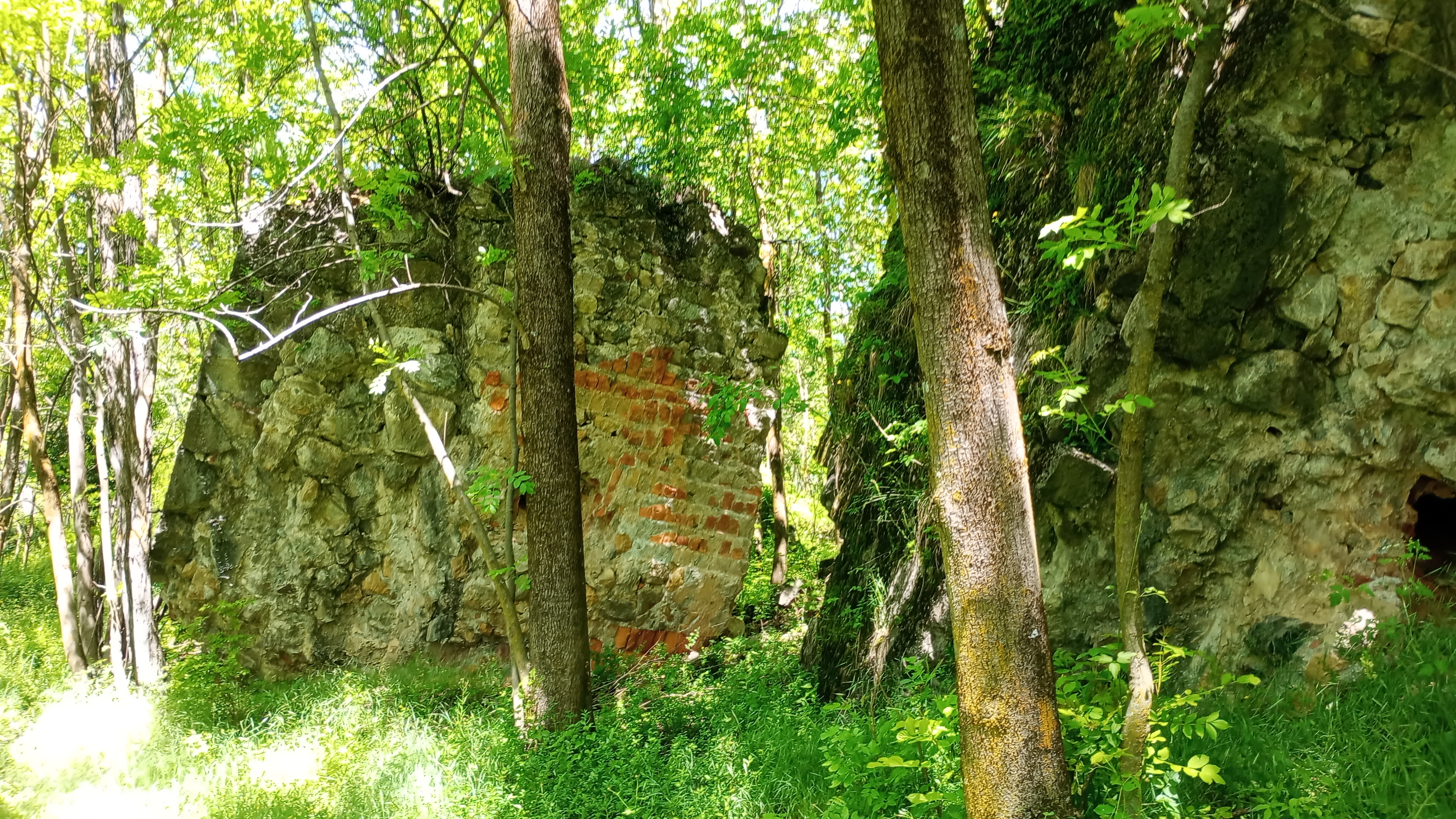
Le rovine del forte

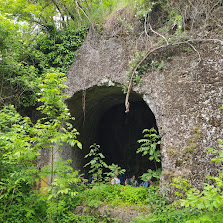
Un altro scorcio delle rovine

Il forte fu edificato a partire dal 1590 su un rilievo morenico nei pressi di Demonte dall'architetto militare Gabriello Busca, per contrastare possibili attacchi alla pianura piemontese provenienti dalla Val Stura. Si trattava di un'opera distribuita su più livelli. La fortezza venne pesantemente danneggiata nel 1744 dal truppe franco-spagnole che, durante la Guerra di successione austriaca, stavano dirigendosi verso Cuneo. Venne in seguito recuperato, negli anni successivi al 1754, sotto la direzione dell'architetto Bernardino Pinto. Le sue strutture murarie vennero infine demolite in maniera permanente a seguito dell'Armistizio di Cherasco tra Francia e Regno di Sardegna.  La parte sotterranea del forte, a tratti intagliata direttamente nella roccia, rimase invece in buona parte intatta.